# The Ferryman (opera teatrale)
The Ferryman è un'opera teatrale di Jez Butterworth, debuttata al Royal Court Theatre di Londra nel 2017. 
Ambientato nell'Irlanda rurale del 1981, il dramma racconta della giornata della festa del raccolto della famiglia Carney, interrotta da una sconcertante notizia da Derry. Il corpo del fratello del capo famiglia, Quinn, è stato ritrovato in una palude: l'uomo era scomparso dieci anni prima e le prove indicano che l'omicidio è stato commesso dall'IRA per punire la sua diserzione. Quinn deve portare la notizia alla cognata, di cui è innamorato, e venire a patti con il suo passato da membro dell'esercito repubblicano irlandese: accusare i vecchi amici dell'omicidio del fratello significherebbe screditare la causa in cui crede. 
Al suo debutto londinese, la pièce si è rivelata un grande successo di critica e pubblico, rimanendo in scena per quasi un anno e vincendo l'Evening Standard Theatre Award ed il Laurence Olivier Award alla migliore nuova opera teatrale. Nell'ottobre del 2018 il dramma fu proposto anche a Broadway, ancora una volta con grande successo di critica e pubblico, dove vinse il Tony Award alla migliore opera teatrale.

## Trama

### Prologo
Agosto 1981. Padre Horrigan, un prete di County Armagh, viene convocato a Derry da Muldoon, che gli riferisce che il corpo di Seamus Carney è stato ritrovato nelle paludi vicini con un proiettile piantato nel cranio. Carney era scomparso dieci anni prima, lasciando una moglie e un figlio, e da allora non si erano più avute sue notizie. Gli oggetti ritrovati sul corpo hanno rivelato che Carney era stato ucciso immediatamente dopo la sua sparizione e Muldoon chiede al prete se conosce il fratello della vittima, Quinn. Intimidito dal suo interlocutore, Padre Horrigan comincia a parlare.

### Atto I
È mattina presto in una fattoria di County Armagh e Quinn e Caitlin Carney giocano a carte, ascoltano musica e cominciano a ballare. I due vengono interrotti dalla piccola Mercy Carney, che chiede e ottiene di poter suonare il corno per svegliare i fratelli ed il resto della famiglia in quell’importante giorno del raccolto. La cucina presto si popola di tutti i membri della famiglia Carney: gli anziani zio Pat, zia Pat e zia Maggie “Faraway”, e tutti gli altri ragazzi Carney: gli adolescenti JJ, Michael ed Oisin, e le piccole Shena, Nunu, Honor con il neonato Bobby. Mentre la famiglia fa colazione Quinn annuncia che l’oca della festa del raccolto è fuggita e i più grandi dei ragazzi Carney corrono al suo inseguimento. Mentre Caitlin fa preparare le bambine, zia Pat ascolta per radio il discorso della Thatcher ed è furiosa per le parole che il Primo Ministro ha riservato per il secondo sciopero della fame. Le bambine di casa chiedono allo zio Pat perché Tom Kettle, il gigante buono che fa da factotum della fattoria, sia inglese e l’uomo racconta loro di come Tom sia stato accolto dalla sua famiglia oltre trent’anni prima quando, dodicenne, era stato ritrovato seminudo, sporco e confuso lungo il fiume, probabilmente abbandonato dai genitori per il suo ritardo mentale.
È proprio Tom Kettle a salvare la giornata e ritrovare l’oca in fuga, riportandola a casa e nel recinto da cui Oisin l’aveva lasciata scappare per errore dopo aver chiuso male il cancellato dell’aia. Mary Carney, la moglie di Quinn e la madre dei sei ragazzi Carney, fa una rara apparizione al piano di sotto, in un’atmosfera affettuosa ma un po’ imbarazzata. La donna, che lascia raramente la camera da letto, è scesa perché attirata dal trambusto causato dalla discussione tra Michael e Oisin (il figlio di Caitlin) e dopo che tutti gli altri membri della famiglia tornano alle rispettive mansioni, rimane sola in cucina con la cognata. Il silenzio imbarazzato tra Caitlin e Mary viene interrotto da zia Pat che, toccando un nervo scoperto, racconta divertita di una volta in cui un prete in visita aveva scambiato Caitlin per la signora Carney, moglie di Quinn e madre dei ragazzi. Padre Horrigan arriva in casa e chiede di parlare da solo con Quinn, che poi riferisce alla cognata del ritrovamento del cadavere del marito Seamus, il fratello di Quinn. Caitlin è sconvolta, ma decide di non guastare la festa a tutti e soprattutto al figlio Oisin, decidendo di dare il luttuoso annuncio alla famiglia l’indomani. Caitlin e Quinn vengono interrotti dall’annuncio dell’arrivo dei loro ospiti, i Corcoran, ed escono per accoglierli proprio mentre Tom Kettle porta in cucia l’oca che ha ucciso. Quando la cucina resta deserta, Oisin esce dal suo nascondiglio: ha origliato tutto e scoperto della morte del padre. 

### Atto II
Mentre Shena sta cambiando il piccolo Bobby, l’ottuagenaria zia Maggie si riprende dal suo torpore e ha un momento di lucidità: tutte le bambine si precipitano intorno a lei, dato che attribuiscono alla demenza della prozia poteri paranormali e abilità mistiche. Mentre i fratelli e il padre sono ancora fuori per il raccolto, zia Maggie predice il futuro delle bambine e racconta di una sua infelice storia d’amore non corrisposto della sua adolescenza. Le bambine le chiedono anche come mai zia Pat sia così dura con gli inglesi e zia Maggie racconta la storia della sorella. Da piccola, Pat idolatrava il fratello maggiore Michael e le si spezzò il cuore quando il ragazzo, nel 1914, fuggì di casa per andare a Dublino e combattere per l’indipendenza dell’Irlanda. Dopo oltre un anno di studio intenso della storia irlandese, Pat maturò un intenso odio per gli invasori inglesi e partì alla volta di Dublino per ritrovare il fratello e combattere con lui per la libertà della patria. Ma Pat giunse a Dublino mentre scoppiavano i moti di Pasqua ed arrivò in tempo per vedere Michael morire, ferito a morte dagli inglesi. Dopo alcuni mesi, Pat tornò a casa con la pistola di Michael avvolta in un fazzoletto intriso del suo sangue: fu la piccola Maggie ad accorgersi del ritorno a casa della sorella, quando un giorno tornò a casa e trovò Pat nel giardino che ululava il suo dolore al cielo circondata dalle banshee di tutta l’Irlanda, unitesi per piangere il giovane rivoluzionario. Zia Maggie annuncia anche alle bambine che loro zio Seamus è nella terra.
Al tramonto Quinn, JJ, Michael, Oisin e i tre cugini Corcoran – Shane, Diarmaid e Declan – ritornano dai campi per la cena del raccolto, cucinata da Caitlin e le bambine con un minimo aiuto da parte di Mary. Dopo aver fatto i ringraziamenti opportuni e celebrato Oisin, che si è distinto suoi campi per il suo impegno, il numeroso clan Carney comincia a mangiare, festeggiare e ballare. Shane e Caitlin danzano selvaggiamente, ma vengono interrotti da zia Pat, che annuncia che Mickey Devine è morto di fame. L’annuncio è seguito dall’arrivo di Muldoon e dei suoi sgherri Lawrence Malone e Frank Magennis. Muldoon fa le condoglianze alla famiglia per la morte di Seamus e la notizia sconvolge i Carney, che ne erano ancora all’oscuro. Dopo aver mandato i figli e la moglie a letto, Quinn parla da solo con Muldoon, suo vecchio commilitone dei giorni in cui combattevano entrambi per l’IRA. Dopo la nascita del primogenito JJ, Quinn si era ritirato dalla scena politica per dedicarsi alla famiglia e il fratello Seamus, unitosi all’esercito rivoluzionario da quattro settimane, avrebbe voluto fare lo stesso, ma Quinn accusa il vecchio commilitone di averglielo impedito uccidendolo. Muldoon è venuto ad Armagh per farsi promettere da Quinn di non commentare la morte del fratello e, in nessun caso, di imputare pubblicamente l’omicidio all’IRA proprio nel momento in cui la causa irlandese ha ottenuto grandi consensi nel mondo anche grazie ai martiri del secondo sciopero della fame. Furioso, Quinn caccia Muldoon di casa, ma l’uomo promette di ritornare. Mentre cerca il figlio, Caitlin viene interrotta da Tom Kettle che sapendo che ora è vedova le chiede di sposarlo. La donna è commossa dalla devozione del vecchio amico ma declina l’offerta, proprio mentre Shane entra dalla porta e vede l’inglese inginocchiato davanti alla zia.

### Atto III
È notte fonda e i tre fratelli Corcoran raccontano a Michael e JJ del loro viaggio a Belfast per i funerali di Bobby Sands. Spinto dal fratello, Shane, il maggiore dei Corcoran, racconta ai due maschi Carney di essere stato precedentemente contatto da Muldoon: il rivoluzionario irlandese gli aveva dato l'orologio che ora porta al polso perché potesse sorvegliare un uomo per loro, poi ucciso dall'IRA. Shane si vanta di essere ormai entrato nelle grazie di Muldoon, tanto da essere stato usato come palo mentre i soldati dell'esercito repubblicano pestavano un ragazzo cattolico per aver fatto la spia agli inglesi. Michael e JJ, inizialmente impressionati, rimangono sorpresi nello scoprire il trattamento crudele che Muldoon ha riservato a un cattolico irlandese, mettendone in dubbio la correttezza. Tra le due famiglie scoppia quasi una lite quando Shane accusa il padre dei Carney di essere un vigliacco e fa degli apprezzamenti fin troppo espliciti su Caitlin. Michael però ha l'ultima parola e osserva ad alta voce che il ragazzo cattolico pestato, di cui ora Shane porta al collo il crocifisso d'argento, potrebbe non essere stato tanto diverso dallo stesso Shane: un adolescente chiacchierone che ha rivelato troppo del suo coinvolgimento con l'IRA. Shane, irritato e alticcio, se la prende con il fratello per averlo spinto a parlare e quando Oisin finalmente ritorna a casa gli rivela che Tom Kettle ha chiesto la mano della madre. Dopo aver commentato che fare la proposta a una donna il giorno in cui scopre di essere vedova è il classico comportamento degli inglesi, Shane suggerisce allusivamente a Oisin che dovrebbe sparare a Tom Kettle. Padre Horrigan torna a casa Carney, dove era stato scacciato bruscamente nel pomeriggio, per suggerire a Quinn (su richiesta di Muldoon) di trovare un nuovo posto per Caitlin e il figlio, dato che nel confessionale la donna gli ha rivelato più volte di essere innamorata del cognato. Ancora una volta, Quinn scaccia di casa il prete e si infuria con la moglie Mary quando la donna, in separata sede, gli suggerisce che potrebbe dare un po' di soldi a Caitlin per rifarsi una vita altrove ora che sa per certo di essere vedova.
Furioso, Quinn riversa la sua collera sulla moglie, accusandola di essere ingiustamente gelosa dato che era stata lei ad isolarsi dalla famiglia negli ultimi sette anni, vivendo come una reclusa al piano di sopra per dei fantomatici virus che la costringono a letto. Caitlin, che non ha ancora trovato il figlio, torna a casa e si offre di preparare la colazione, un compito che Mary decide finalmente di svolgere da sé. Rimasti da soli, Caitlin e Quinn rivelano finalmente i sentimenti che provano l'uno per l'altra, ma vengono interrotti dall'arrivo di Muldoon. Per far sì che Muldoon lasci in pace la sua famiglia, Quinn accetta di non accusare l'IRA della morte del fratello, ma il suo ospite indesiderato vuole di più: Caitlin dovrà trasferirsi in una casa a Derry per mostrare pubblicamente che non c'è del rancore tra lei e l'IRA, supportando così l'innocenza dell'esercito repubblicano irlandese per la morte del marito. Quinn rifiuta veementemente la proposta, ma Cailtin accetta perché sa che Quinn non può lasciare la famiglia per stare con lei. Shane, ubriaco, entra in casa e restituisce a Muldoon il crocifisso, accusandolo di aver torturato un ragazzo cattolico. Prima che gli sgherri di Muldoon possano colpirlo, Shane suona il corno della colazione e tutta la famiglia scende a vedere cosa stia succedendo; tra loro c'è anche zia Maggie, che sente delle grida lontante ma in avvicinamento. Prima che la situazione tra Muldoon e i Carney degenri, Tom Kettle irrompe in casa con il cadavere di Oisin tra le braccia: il ragazzino era entrato in casa sua con la pistola di zia Pat e Tom, senza averlo riconosciuto al buio, l'aveva disarmato e gli aveva spezzato il collo. Sconvolta per il dolore, Caitlin prova a pugnalare Muldoon con il rasoio di zio Pat, ma viene fermata e disarmata da Quinn. Sarà proprio Quinn a girarsi di scatto e tagliare la gola a Muldoon, prendergli la pistola e freddare Magennis. Dopo aver ordinato a Malone di correre nel villaggio e riferire a tutti che Quinn Carney ha vendicato l'omicidio del fratello, la famiglia rimane da sola a domandarsi cosa succederà ora, mentre le candele tremolano e si spengono e le ulra della banshee si fanno sempre più vicine.

## Produzioni
Londra
Il dramma, commissionato dal Royal Court Theatre, è andato in scena per una stagione limitata interamente sold-out dal 24 aprile al 20 maggio 2017 e forte del successo di critica e pubblico è stato trasferito al Gielgud Theatre del West End a partire dal 20 giugno. La regia era di Sam Mendes e il cast originale comprendeva Paddy Considine (Quinn Carney), Fra Fee (Michael Carney), Bríd Brennan (Zia Maggie), Laura Donnelly (Caitlin Carney), Tom Glynn-Carney (Shane Corcoran), Stuart Graham (Muldoon), Genevieve O'Reilly (Mary Carney), Gerard Horan (Padre Horrigan), Des McAleer (zio Pat), Rob Malone (Oisin), Eugene O'Hare (Magennis), Niall Wright (JJ), Turlough Convery (Malone), John Hodgkinson (Tom Kettle), Carla Langley (Shena Carney), Conor MacNeill (Diarmaid Corcoran) e Dearbhla Molloy (zia Pat). Nei ruoli dei Carney e Corcoran più giovani si alternavano diversi gruppi di attori bambini: Elise Alexandre, Darcey Conway e Darcy Jacobs per il ruolo di Mercy Carney, Sophia Ally e Grace Doherty in quello di Honor, Clara Murphy ed Angel O'Callaghan nella parte di Nunu e Michael McCarthy, Xavier Moras Spencer e Jack Nuttall nei panni di Declan Corcoran. Nel 2017 The Ferryman ha vinto tre Evening Standard Theatre Awards, alla migliore opera teatrale, alla miglior regia (Mendes) e al miglior talento emergente (Glynn-Carney). Nella primavera successiva la pièce è stata candidata a otto Laurence Olivier Award, di cui ne ha vinti tre: migliore nuova opera teatrale, migliore attrice (Laura Donnelly) e miglior regia (Mendes).
Il cast originale del Royal Court tornò a ricoprire i rispettivi ruoli al Gielgud Theatre e continuarono a recitare nel dramma fino al 7 ottobre 2017, quando avvennero delle sostituzioni nel cast principale: Maureen Beattie (zia Maggie), Ivan Kaye (Tom Kettle), Catherine McCormack (Mary Carney), William Houston (Quinn), Sarah Greene (Caitlin), Laurie Davidson (Shane Corcoran), Charles Dale (Padre Horrigan), Mark Lambert (zio Pat) e Fergal McElherron (Magennis). Una terza compagnia subentrò e/o andò a integrarsi con il secondo cast l'8 gennaio 2018; essa comprendeva: Rosalie Craig (Caitlin), Owen McDonnell (Quinn), Stella McCusker (zia Maggie), Siân Thomas (zia Pat), Declan Conlon (Muldoon), Dean Ashton (Frank Magennis), Terence Keeley (Diarmaid Corcoran), Sean Delaney (Michael Carney), Francis Mezza (Shane Corcoran), Kevin Creedon (JJ Carney), Laurie Kynaston (Oisin Carney) e Saoirse-Monica Jackson (Shena Carney). The Ferryman rimase in cartellone al Gielgud Theatre fino al 19 maggio 2018.
Broadway
Il 21 ottobre 2018 il dramma ha debuttato al Bernard B. Jacobs Theatre di Broadway, dopo 20 anteprime a partire dal 2 ottobre. La produzione, sempre diretta da Mendes, annoverava gran parte del cast originale del Royal Court, con l'eccezione di alcuni ruoli ricoperti dai vari attori che si erano alternati al Gielgud Theatre. Paddy Considine (Quinn), Laura Donnelly (Caitlin Carney), Tom Glynn-Carney (Shane Corcoran), Stuart Graham (Muldoon), Genevieve O'Reilly (Mary Carney), Fra Fee (Michael), Dearbhla Molloy (zia Pat), Niall Wright (JJ) e Rob Malone (Oisin) tornarono a ricoprire i ruoli della produzione del debutto al Royal Court e a loro si sono aggiunti Glenn Speers (Malone), Charles MacNeill (Padre Horrigan) e Mark Lambert (zio Pat) dal secondo cast e Dean Ashton (Magennis) dal terzo cast del Gielgud. Fionnula Flanagan (zia Maggie) e Justin Edwards (Tom Kattle) si unirono al cast per la prima volta, così come hanno fatto Willow McCarthy (Mercy), Matilda Lawler (Honor), Broklyn Shuck (Nunu) e Michael Quinton McArthur (Declan). Ancora una volta le recensioni sono state molto positive e hanno lodato in particolare le interpretazioni del cast, la regia di Mendes e la scrittura di Butterworth.
A partire dal febbraio 2019 una nuova compagnia di attori statunitensi ha rimpiazzato il cast originale londinese nella gran parte dei ruoli principali. Il nuovo cast comprendeva: Brian d'Arcy James (Quinn), Holley Fain (Caitlin), Emily Bergl (Mary), Fred Applegate  (zio Pat), Ralph Brown (Muldoon), Jack DiFalco (Shane), Ethan Dubin (Oisin), Shuler Hensley (Tom Kettle) e Ann McDonough (zia Pat). Così come nel West End, The Ferryman si è mostrato un successo di critica e pubblico anche a Broadway, ottenendo nove candidature ai Tony Award oltre a vincere il Drama Desk Award, l'Outer Critics Circle Award, il New York Drama Critics' Circle e il Drama League Award alla migliore opera teatrale. La produttrice Sonia Friedman ha inoltre annunciato una tournée statunitense della pièce con tappe a Boston, Chicago, San Francisco, Charlotte, Cleveland, Dallas, Hartford, Los Angeles, Seattle, Tampa, Washington e una fermata canadese a Toronto. Anche una futura produzione australiana è stata annunciata.

## Premi e candidature

### Londra, 2017-2018
- 2017 - Evening Standard Theatre Awards
  - Migliore opera teatrale
  - Migliore regia a Sam Mendes
  - Miglior talento emergente a Tom Glynn-Carney
  - Nomination Migliore attrice a Laura Donnelly
- 2018 - Premio Laurence Olivier
  - Migliore nuova opera teatrale
  - Miglior attrice a Laura Donnelly
  - Miglior regia a Sam Mendes
  - Nomination Miglior attore a Paddy Considine
  - Nomination Miglior attore non protagonista a John Hodgkinson
  - Nomination Miglior attrice non protagonista a Bríd Brennan
  - Nomination Miglior attrice non protagonista a Dearbhla Molloy
  - Nomination Miglior scenografia a Rob Howell
- 2018 - WhatsOnStage Awards [13]
  - Migliore nuova opera teatrale
  - Miglior attore non protagonista in un'opera teatrale a Fra Fee
  - Miglior regia a Sam Mendes

### Broadway, 2018-2019
- 2019 - Tony Award
  - Migliore opera teatrale
  - Miglior regia di un'opera teatrale a Sam Mendes
  - Miglior scenografia di un'opera teatrale a Rob Howell
  - Migliori costumi di un'opera teatrale a Rob Howell
  - Nomination Miglior attore protagonista in un'opera teatrale a Paddy Considine
  - Nomination Miglior attrice protagonista in un'opera teatrale a Laura Donnelly
  - Nomination Miglior attrice non protagonista in un'opera teatrale a Fionnula Flanagan
  - Nomination Miglior disegno luci di un'opera teatrale a Peter Mumford
  - Nomination Miglior sound design di un'opera teatrale a Nick Powell
- 2019 - Drama Desk Award
  - Migliore opera teatrale
  - Miglior regia di un'opera teatrale a Sam Mendes
  - Miglior attore non protagonista in un'opera teatrale a Tom Glynn-Carney
  - Miglior sound design di un'opera teatrale a Nick Powell
- 2019 - Drama League Award[14]
  - Migliore produzione di Broadway o dell'Off Broadway
  - Nomination Migliore interpretazione a Paddy Considine
- 2019 - Outer Critics Circle Award[15]
  - Migliore nuova opera teatrale
  - Miglior regia a Sam Mendes
  - Nomination Migliore attrice non protagonista a Fionnula Flanagan
  - Nomination Miglior scenografia a Rob Howell
  - Nomination Migliori costumi a Rob Howell
- 2019 - New York Drama Critics' Circle
  - Migliore opera teatrale
- 2019 - Theatre World Award
  - Miglior debutto a Paddy Considine
  - Miglior debutto a Tom Glynn-Carney